# Давидів Яр
Дави́дів Яр (рос. Б. Давыдов Овраг) — балка (річка) в Україні у Великоолександрівському районі Херсонської області. Ліва притока Інгульця (басейн Дніпра).

## Опис
Довжина балки приблизно 10,97 км, найкоротша відстань між витоком і гирлом — 9,18 км, коефіцієнт звивистості річки — 1,19. Формується декількома балками та загатами. На багатьох ділянках балка пересихає.

## Розташування
Бере початок на північно-західній стороні від села Борозенське в урочищі Шевченкове. Спочатку тече на південний захід, далі тече переважно на північний захід і в селі Давидів Брід впадає у річку Інгулець, праву притоку Дніпра.

## Цікаві факти
- У селі Давидів Брід балку перетинає автошлях Т 2207[2] (автомобільний шлях місцевого значення довжиною 127,2 км, що проходить через Бериславський, Великоолександрівський, Високопільський та Нововоронцовський райони через Велику Олександрівку — Високопілля — Архангельське — Берислав).
- У XIX столітті навколо балки існувало декілька курганів (могил) та скотних дворів[1].